# Tim Harford

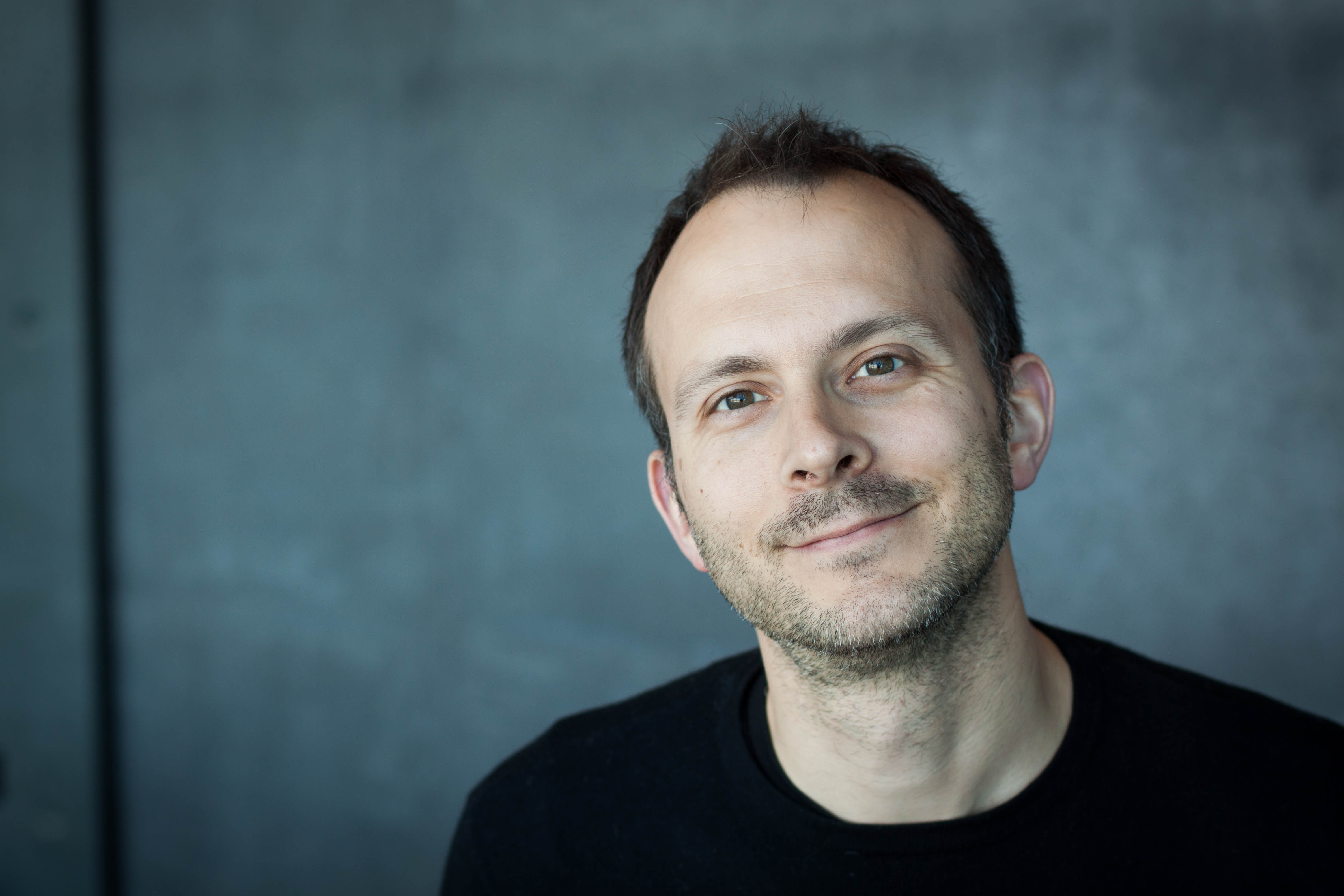
Tim Harford

Tim Harford (1973) is een Engels econoom en journalist.

## Biografie
Harford behaalde een master in economie in 1998 te Oxford. Hij is werkzaam voor de Financial Times en schrijft er de column The Undercover Economist. Tussen 2011 en 2014 schreef hij voor dezelfde krant al de column Since You Asked. 
Daarnaast schreef hij ook enkele boeken over economie, is hij sinds 2007 werkzaam als presentator op de BBC Radio 4 van More or Less en brengt hij eigen podcast uit met de naam Cautionary Tales.

## Publicaties
- The Market for Aid (2005)
- The Undercover Economist (2005)
- The Logic of Life (2008)
- Dear Undercover Economist: Priceless Advice on Money, Work, Sex, Kids, and Life's Other Challenges (2009)
- Adapt: Why Success Always Starts with Failure (2011)
- The Undercover Economist Strikes Back: How to Run – or Ruin – an Economy (2014)
- Messy: The Power of Disorder to Transform Our Lives (2016)
- Fifty Things That Made the Modern Economy (2017)
- The Next Fifty Things that Made the Modern Economy (2020)
- How to Make the World Add Up: Ten Rules for Thinking Differently About Numbers (2020)